# Proyecto reserva natural y cultural provincial Tres Cerros
Se denomina proyecto reserva natural y cultural provincial Tres Cerros al esbozo de un área protegida a la que se aspira otorgarle formalmente la categoría de parque provincial argentina de Corrientes, el cual protegería un pequeño conjunto serrano-rocoso, paisaje atípico y exclusivo en esa provincia eminentemente llana, conformada por una planicie loéssica o arenosa sin rasgos morfológicos que rompan el horizonte. Además, ampararía un sector de pastizales, bosques nativos, bañados, arroyos y una gran laguna artificial formada por el endicamiento de un río. El área alberga numerosas especies endémicas, a lo que se suma restos culturales aportados por la colonización emprendida por la Compañía de Jesús.

## Situación y características generales
Situada en el nordeste de la Argentina y en el sector norte de la mesopotamia de dicho país, la provincia de Corrientes se caracteriza por sus paisajes abiertos, llanos, con apenas unas suaves lomadas hacia su extremo nordeste y en el sector centro-sur. El horizonte es lineal, sólo cortado por la presencia de bosques nativos o forestaciones artificiales, y los mayores quiebres del terreno se producen en las barrancas que rematan hacia los grandes ríos que la bordean. No hay montañas ni cerros, con una única y pequeña excepción. En el centro-este provincial (municipio de La Cruz, departamento General San Martín), en la zona denominada ‘‘paraje Tres Cerros’’, (en las coordenadas: 29°06′34.30″S 56°55′51.92″O / -29.1095278, -56.9310889) un conjunto compuesto por 3 o 4 rocosos cerros extrañamente se levantan —a la manera de “islas rocosas”— en medio de una inmensa llanura loéssica compuesta por materiales finos, carentes de toda piedra. Estos afloramientos líticos, compuestos de basaltos y areniscas, están aislados de las serranías de Misiones, de las del sudeste del Paraguay, y las del centro del estado de Río Grande del Sur (en el sur del Brasil) aunque poseen todas un mismo origen geológico. 
Si bien se elevan sólo unas pocas decenas de metros sobre la llanura circundante, fisonómicamente es tal la horizontalidad del paisaje que lo dominan destacando vivamente, pues se los puede ver desde respetable distancia, en una zona donde las características del paisaje refieren a herbazales sabanícolas (aprovechados por la producción pecuaria), humedales de variada exposición hídrica y extensos cultivos de arroz.
Paraje Tres Cerros
El nombre dado a la comarca es: ‘‘paraje Tres Cerros’’. Allí se encuentra un establecimiento educativo: la escuela primaria N° 765.

### Topografía y origen geológico
Cerros
Son 3 o 4 los cerros que componen este modesto cordón orográfico: 
- Cerro Nazareno, El Nazareno o de Susini (de una altitud de 179 m s. n. m.);
- Cerro Capará (de una altitud de 158 m s. n. m.);
- Cerro Chico o El Chico (de una altitud de 148 m s. n. m.);
- Cerro Pelón  (de una altitud de 131 m s. n. m.).

Algunos toman al Pelón sólo como una falda sobreelevada del sector occidental del cerro Nazareno, reduciendo de este modo el total a 3 cerros y no 4. Presentan dunas y topes truncados, y conforman un cordón con orientación noroeste-sudeste.
Geología
Estos afloramientos líticos corresponden a la formación Botucatú, y están compuestos por areniscas cuarzosas formadas en el período comprendido entre el Jurásico Superior y el Cretácico inferior.
Las tierras llanas de su derredor corresponden a depósitos eólicos y lacustres de tipo arcilloso, limo-arcillosos y arenoso.
Hidrografía
Un pequeño arroyo, de aguas transparentes y lecho rocoso, se forma entre las dos prominencias más elevadas —los cerros Nazareno y Capará—, curso el que discurre hacia el llano formando una cascada, ollas, pozones y tajamares (al detener su corriente grandes rocas) los que están habitados por numerosas especies de peces. Al igual que lo hacen los pequeños esteros y arroyos de la zona, también vierte sus aguas hacia la cañada Guaviraví, sobre la que se construyó una represa, para potenciar el plantío de arroz, la cual se interpone en el tramo del curso fluvial que pasa a los pies del cerro Chico, por lo que terminó rodeando a los cerros un embalse de cristalinas aguas que cubre una superficie de unas 5.000 hectáreas, las que inundaron esteros y campos bajos, además de la natural laguna San Joaquín.

### Clima
Según la clasificación climática de Papadakis, el clima de la comarca es transicional entre los subtropicales semiestépico y húmedo (situados al oeste y este respectivamente). La temperatura media anual es de 20,6 °C y la suma de precipitaciones anuales ronda los 1.460 mm. El verano es cálido, hasta sofocante, con temperaturas máximas absolutas que ocasionalmente alcanzan los 42 °C con elevada humedad. Los inviernos son frescos, con algunas heladas, mayormente suaves, con marcas mínimas absolutas de -3,5 °C.
| Parámetros climáticos promedio de Paso de los Libres, CR | Parámetros climáticos promedio de Paso de los Libres, CR | Parámetros climáticos promedio de Paso de los Libres, CR | Parámetros climáticos promedio de Paso de los Libres, CR | Parámetros climáticos promedio de Paso de los Libres, CR | Parámetros climáticos promedio de Paso de los Libres, CR | Parámetros climáticos promedio de Paso de los Libres, CR | Parámetros climáticos promedio de Paso de los Libres, CR | Parámetros climáticos promedio de Paso de los Libres, CR | Parámetros climáticos promedio de Paso de los Libres, CR | Parámetros climáticos promedio de Paso de los Libres, CR | Parámetros climáticos promedio de Paso de los Libres, CR | Parámetros climáticos promedio de Paso de los Libres, CR | Parámetros climáticos promedio de Paso de los Libres, CR |
| Mes | Ene.                                                     | Feb.                                                     | Mar.                                                     | Abr.                                                     | May.                                                     | Jun.                                                     | Jul.                                                     | Ago.                                                     | Sep.                                                     | Oct.                                                     | Nov.                                                     | Dic.                                                     | Anual                                                    |
| --- | -------------------------------------------------------- | -------------------------------------------------------- | -------------------------------------------------------- | -------------------------------------------------------- | -------------------------------------------------------- | -------------------------------------------------------- | -------------------------------------------------------- | -------------------------------------------------------- | -------------------------------------------------------- | -------------------------------------------------------- | -------------------------------------------------------- | -------------------------------------------------------- | -------------------------------------------------------- |
| Temp. máx. media (°C) | 33.0                                                     | 31.0                                                     | 29.5                                                     | 25.4                                                     | 22.1                                                     | 18.5                                                     | 19.1                                                     | 21.4                                                     | 22.0                                                     | 26.3                                                     | 28.8                                                     | 31.7                                                     | 25.7                                                     |
| Temp. mín. media (°C) | 20.6                                                     | 20.2                                                     | 18.1                                                     | 15.2                                                     | 11.5                                                     | 8.8                                                      | 7.3                                                      | 8.4                                                      | 11.3                                                     | 14.2                                                     | 17.4                                                     | 18.7                                                     | 14.3                                                     |
| Precipitación total (mm) | 124.0                                                    | 163.9                                                    | 176.2                                                    | 214.7                                                    | 152.5                                                    | 100.4                                                    | 82.9                                                     | 70.2                                                     | 144.0                                                    | 120.6                                                    | 174.2                                                    | 87.7                                                     | 1611.3                                                   |
| Fuente: Registros de la ciudad de Paso de los Libres, similares a los del área en cuestión, registrados por el Servicio Meteorológico Nacional de la Argentina. promedio 1981-1990. |                                                          |                                                          |                                                          |                                                          |                                                          |                                                          |                                                          |                                                          |                                                          |                                                          |                                                          |                                                          |                                                          |

## Relevancia histórico-cultural
La zona presenta una destacada riqueza histórica y cultural pues en la base de los cerros se hallan restos arqueológicos de las misiones jesuíticas guaraníes.
Al pie de los cerros, y luego de casi 4 siglos, aún se conservan muros y corrales jesuíticos construidos para el encierro de bovinos, empleando como material piedras extraídas de los cerros. Es que el paraje formó parte del territorio de la estancia ganadera perteneciente a la reducción Jesuítica guaraní ‘‘Nuestra Señora de Asunción de La Cruz’’, fundada para evangelizar a los nativos en el año 1630 en donde hoy se localiza la misma ciudad de La Cruz, declarada monumento histórico provincial.
Formaba parte del vasto territorio jesuítico que cubría buena parte del noreste del Cono Sur de América del Sur, estructurado sobre los núcleos poblacionales que representaban las misiones jesuíticas guaraníes. Al paraje en cuestión se lo denominaba en idioma guaraní con el nombre de Ybití Mbohapí, que significa ‘tres salientes de la tierra’ o ‘tres cerros’, por lo que esa zona, y el camino que la une con La Cruz, fue un espacio de ocupación y comunicación, con actividad pecuaria desde el siglo XVII hasta hoy.
Estancias
El área protegida proyectada cubriría sectores de varias estancias; estas son: 
- Estancia "Las Marías" (propiedad de Bety Coutinho y Don Araujo);
- Estancia "La Higuera Cué" (propiedad de Ruth y Agustín Giordani);
- Estancia "Buena Vista" (propiedad de Diego y Horacio Pacheco).

Las mismas son establecimientos agropecuarios, pero eventualmente podrían evolucionar a sumar también ingresos en base al rubro del turismo de estancias.

## Riqueza biológica
Ya en el año 1855 el médico y botánico francés Amado Bonpland intentaba llamar la atención sobre las peculiaridades de este cordón serrano.

«Es preciso cuanto antes visitar los Tres Cerros que dominan el pueblo de la Cruz ... el reino animal es muy extenso, y no se conoce sino de un modo superficial, interesa mucho estudiarlo y hacer una colección completa de él».. 27 de octubre de 1855.

La biodiversidad de este cordón serrano y la llanura que lo acompaña aún no se conoce en forma completa. En lo que atañe a sus vertebrados, su relevamiento es efectuado por la Cátedra de Biología de los Cordados del Laboratorio de Herpetología de la Facultad de Ciencias Exactas y Naturales y Agrimensura de la Universidad Nacional del Nordeste (FaCENA–UNNE) en Corrientes, Argentina, a quienes acompañan miembros de otras instituciones por ejemplo, del Museo Ameghino de la ciudad de Santa Fe, acciones ejecutadas bajo el marco del proyecto “Inventario y conservación de la fauna de vertebrados del paraje Tres Cerros”.
De igual modo se conformó un conjunto de trabajo con especialistas en distintos campos de investigación, grupo al que se lo denominó: ‘‘Alianza para la Conservación del Patrimonio Natural y Cultural del Paisaje Tres Cerros’’. El grupo informa sobre el patrimonio biológico del área en las escuelas de la zona, y asesora tanto al municipio de La Cruz como a los dueños de las estancias de la proyectada reserva.
Estos montes rocosos conforman una suerte de islas sobre la llanura. Esto se debe a los rasgos microclimáticos y microedáficos que se producen, los que los hacen contrastar netamente con el medio presente en la planicie. 
En razón de estas peculiaridades físicas, las sierras han permitido conservar relictos de vegetación y fauna extinta en la zona desde hace siglos —presente hoy a cientos de kilómetros— como una suerte de “arca de Noé” que mantiene biotas del pasado, las que lograban alcanzar el área gracias a prolongados períodos en los que se mantenían modificaciones climáticas favorables a sus requerimientos. 
Los cerros aportan características positivas al mantenimiento de variadas especies de fauna, de flora y de su fauna asociada. La topografía rocosa permite el ocultamiento entre las piedras o bajo ellas de pequeños vertebrados e invertebrados, así como el asoleamiento de los reptiles sobre las mismas (las que acumulan el calor del sol). En las noches invernales, el suelo elevado es menos helador, en razón del efecto que se produce por el drenaje del aire frío hacia zonas inferiores de la pendiente. Esto es sumamente beneficioso para las especies vegetales más delicadas desde el punto de vista térmico. La pendiente también genera un ambiente ideal a las especies que no soportan el encharcamiento de sus raíces, las que mueren en las cercanas zonas de la llanura, tan propensas a esta particularidad.

### Flora

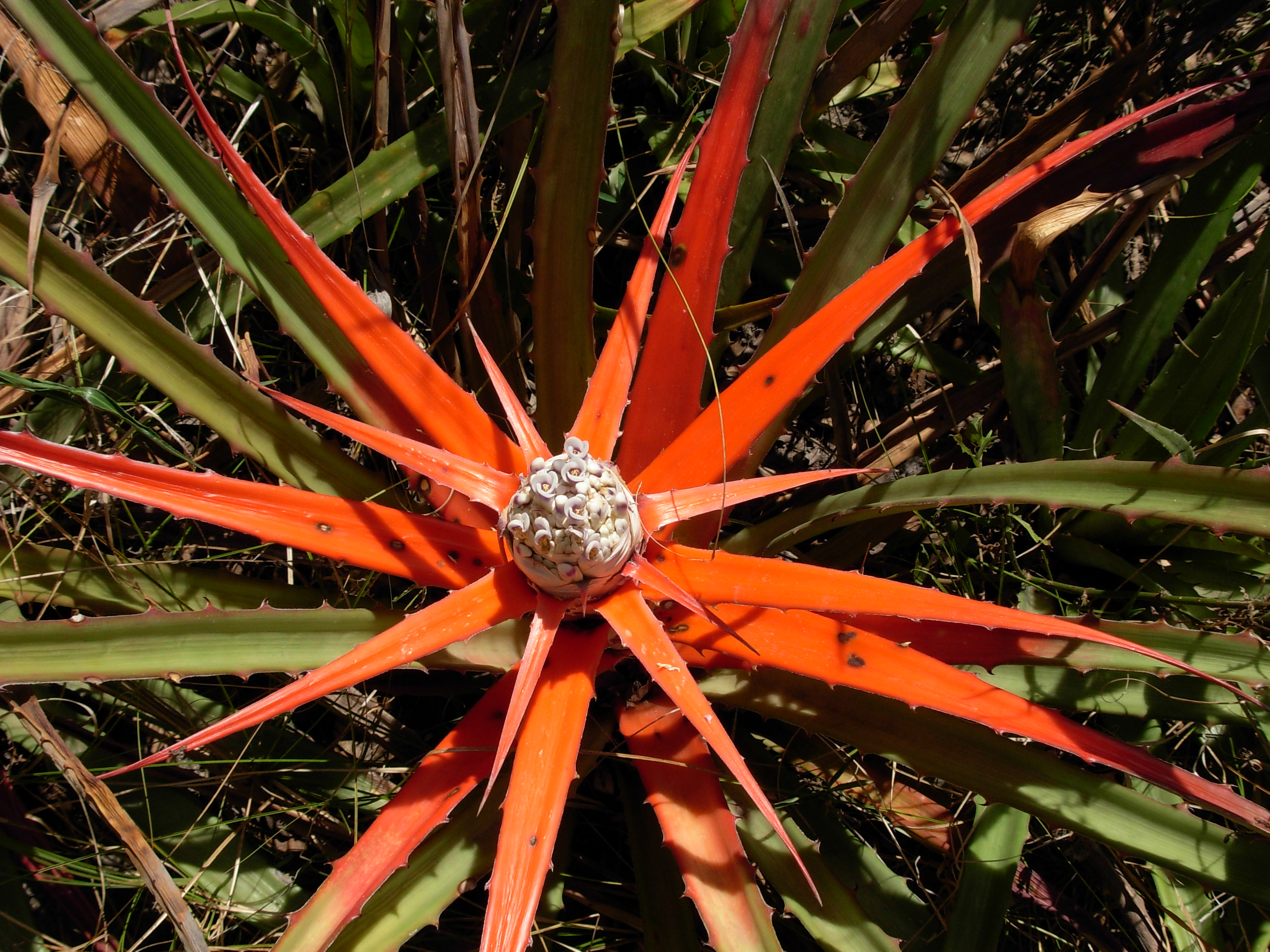
El chaguar (Bromelia serra) es una de las especies que habitan el sotobosque del área a conservar.

La propia orografía del terreno, en conjunto con la foresta que soporta, logran detener el desecante viento norte en las sombreadas laderas de umbría (que miran al sur), manteniendo de este modo el suelo fresco y húmedo, lo que sumado a las condiciones hídricas y térmicas más benignas que produce la canopia de denso dosel, permite la existencia del bioma selvático, particularmente exigente en variables ambientales. Esta flora relictual, según la clasificación de Ángel Lulio Cabrera, corresponde a los capones de forestas con flora característica del distrito fitogeográfico de las selvas mixtas, insertados en una matriz de pastizales, malezales y distintas formaciones de esteros y humedales que se desarrollan en la llanura circundante, los que pertenecen al distrito fitogeográfico de los campos y malezales. Ambos distritos se incluyen en la provincia fitogeográfica paranaense.
Las laderas norte, en cambio, presentan prolongada incidencia de los rayos solares además de que es bañada por el tórrido viento norte, factores que le imprimen características más secas, por lo que la vegetación dominante está compuesta por pastizales con arbustos, dejando mucha roca expuesta al sol directo.
El botánico Lorenzo R. Parodi visitó el área como parte de su investigación sobre la flora del departamento San Martín, la cual publicó en 1943. Encontró al cosmopolita helecho águila (Pteridium aquilinum), el lapacho amarillo misionero (Handroanthus pulcherrimus), la aruera (Lithraea molleoides), el tembeterí (Zanthoxylum fagara) dominando en las cumbres, la palmera pindó (Syagrus romanzoffiana), el palo víbora (Tabernaemontana catharinensis), el chaguar (Bromelia serra), el cupay (Cupania vernalis), el chal-chal (Allophylus edulis), el viraró (Ruprechtia laxiflora), el sota caballo (Luehea divaricata), el gualeguay (Schinus molle), el higuerón o ibapoy (Ficus luschnathiana), el tala trepador (Celtis iguanaea), el laurel criollo (Ocotea diospyrifolia), etc. 
Unas 300 especies de vegetales ya fueron identificadas, de ellas, más de 20 constituyen singularidades biogeográficas, representando mayormente poblaciones disyuntas y relícticas. Varias especies que habitan en el Uruguay, o en el sur del Paraguay o de Brasil,  sólo cuentan con registros argentinos en el paraje Tres Cerros, por ejemplo: Calibrachoa pubescens, Wissadula setifera y Evolvulus latifolius.
Tres especies de plantas endémicas se conocen de estas colinas, 
una iridácea (Cypella trimontina) una amarilidácea (Hippeastrum euryphyllum = Amaryllis euriphylla) y una cactácea (Gymnocalycium angelae), la que comparte el hábitat con otras cactáceas, entre las que se encuentran Frailea schilinzkyana y Cereus uruguayanus.
La flora de helechos incluye más de 30 especies, las que poseen prosapia misionera.

### Fauna
Herpetofauna

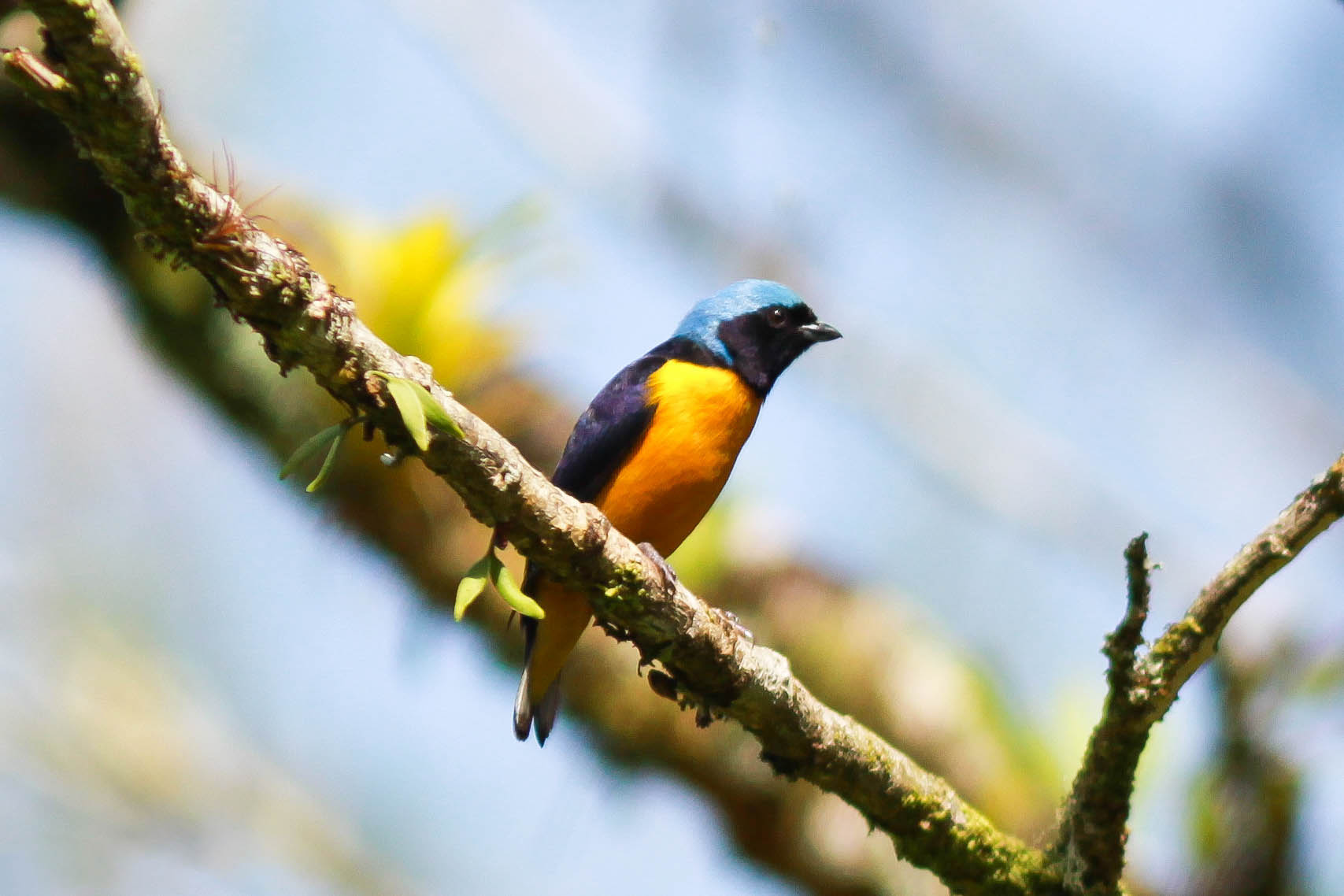
El tangará cabeza celeste (Euphonia cyanocephala) es una de las especies que habitan en el área proyectada a conservar.

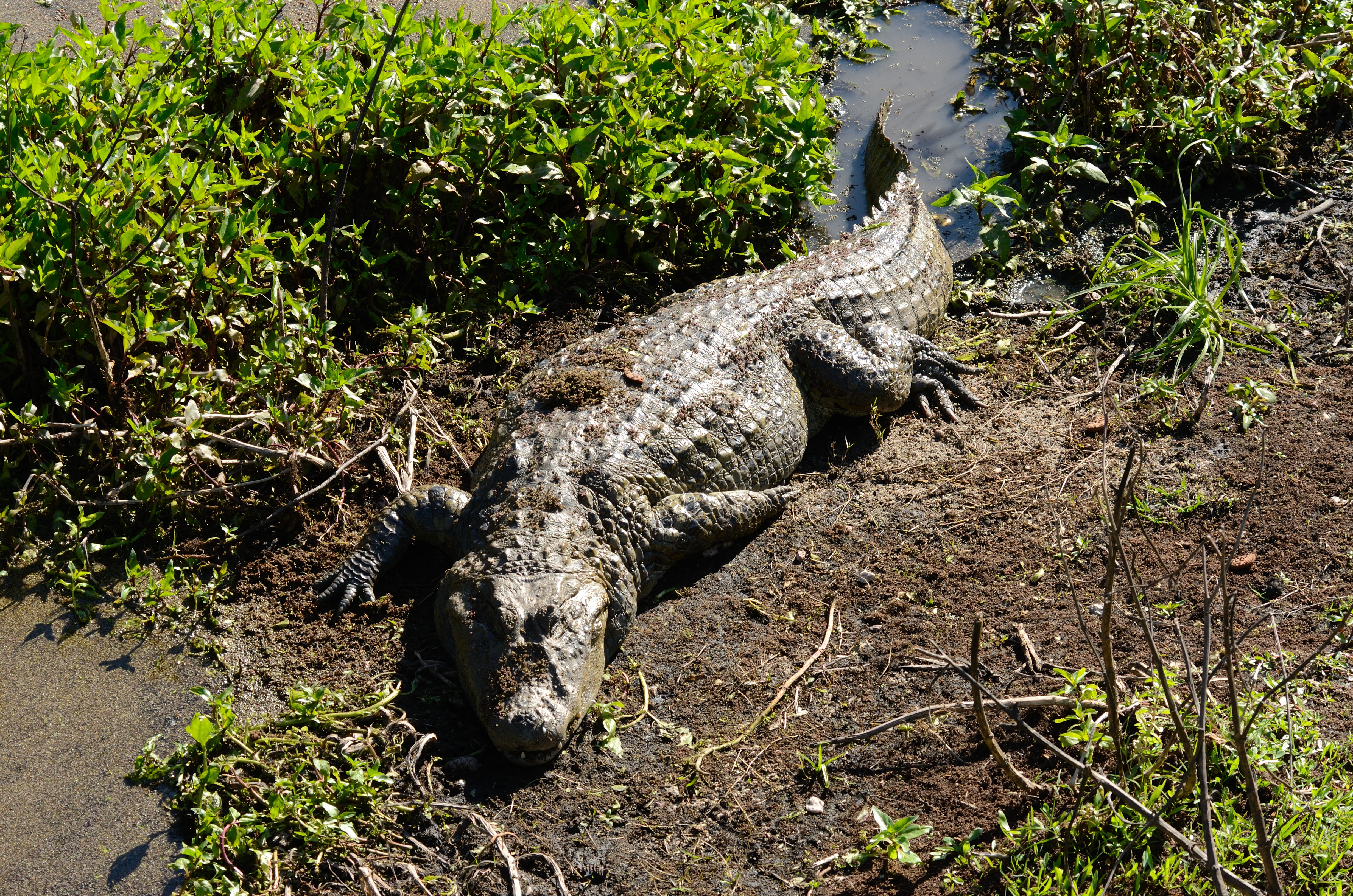
El yacaré overo (Caiman latirostris) es uno de los reptiles que habita en los arroyos y lagunas de esta área proyectada.

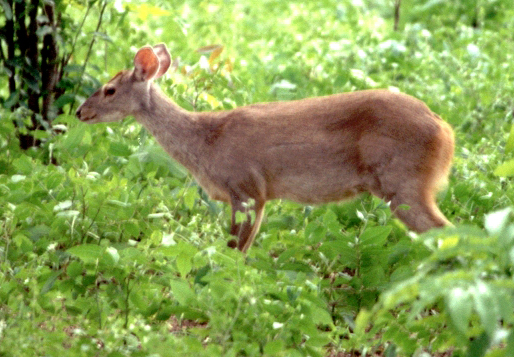
El biracho (Mazama gouazoubira) es uno de los mamíferos que habita en esta área proyectada.

Dos especies de saurios endémicos se conocen de estas colinas, un téido del género Cnemidophorus en proceso de descripción y el pequeño lagarto Homonota taragui.
Para el área proyectada a conservar ya se han detectado 50 especies de herpetozoos, desglosados en 24 especies de anfibios anuros y 26 especies de reptiles, sumando 18 especies de serpientes, 5 especies de lagartos, 2 especies de anfisbenas, y el yacaré overo (Caiman latirostris).
Paredones de rocas permanentemente mojados por vertientes son hábitat propicio para diversas especies de anfibios e invertebrados, al igual que la hojarasca que se acumula en el sotobosque selvático.
Aves
Fueron registradas 170 especies de aves, entre las que destaca el tangará cabeza celeste (Euphonia cyanocephala). En acantilados rocosos abruptos encuentran las condiciones de seguridad adecuadas para emplazar allí sus nidos los jotes, de cabeza negra (Coragyps atratus) y colorada (Cathartes aura). En la llanura son frecuentes los ñandúes (Rhea americana).  
Mamíferos
En las grietas interpuestas entre grandes rocas o en los huecos que se forman entre las raíces de los grandes higuerones estranguladores del género Ficus, encuentran microambientes para guarecerse la comadreja overa (Didelphis albiventris) y 5 especies de murciélagos, entre los que destaca la única población correntina del murciélago cola de ratón Eumops bonariensis. 
Entre otros mamíferos ya detectados se encuentran cánidos como el aguará guazú (Chrysocyon brachyurus) y los zorros de monte (Cerdocyon thous) y pampeano (Lycalopex gymnocercus), aguará popé (Procyon cancrivorus), biracho (Mazama gouazoubira), carpincho (Hydrochoerus hydrochaeris), gato montés (Leopardus geoffroyi), mulitas (Dasypus hybridus y D. novemcinctus), etc. Entre los mamíferos introducidos se encuentra el asiático ciervo axis (Axis axis) y en el cerro Nazareno la cabra cimarrona (Capra aegagrus hircus), la cual se alimenta de los botones florales del cactus endémico.

## Intentos de efectivizar su protección
El senador provincial correntino Vicente Picó fue el autor de una iniciativa para hacer del paraje una reserva protegida (expediente N.º 3191/10). Su proyecto para declarar la zona como reserva natural y cultural, propuesta que ya había logrado conseguir media sanción de la cámara de senadores el 30 de septiembre de 2010 (expediente N.º 5773/10), fue objetado por los propietarios de las estancias sobre las que se desarrollaría el área de conservación, quienes no fueron consultados en la redacción del proyecto, por lo que temían que queden limitados sus derechos de explotación de sus tierras. En razón de este desacuerdo, la cámara de diputados provincial lo archivó. En el año 2012, nuevamente fue presentado (algo modificado) y otra vez tuvo la aprobación de la cámara de senadores (expediente N.º 2865/12) para posteriormente volver a ser archivada por razones similares por la cámara de diputados. Otro de los problemas que presentó el proyecto es que la figura de conservación propuesta (reserva natural y cultural provincial) no forma parte de las categorías avaladas por el Sistema Federal de Áreas Protegidas (SIFAP).

### Amenazas
Son numerosas las amenazas que se ciernen sobre estas singularidades orográficas y su entorno. Su reducida superficie sugiere una mayor vulnerabilidad.
El destinar el área para la forestación comercial (como está ocurriendo en buena parte del este de la provincia) constituiría el fin de la mayor parte de su vida silvestre, que no soportaría el cambio ecológico que ello representa, especialmente sus endemismos.
En cerros tan pequeños, la extracción de piedras mediante una cantera sería también una alteración calamitosa.
En Corrientes es habitual que se quemen pastizales para mejorar las capacidades ganaderas de un potrero al favorecer el rebrote vigoroso y tierno. Si llegasen a cubrir las llamas la vegetación de los cerros, de fuegos provocados por estos incendios u otros que podrían generarse por el turismo no controlado, la vulnerable comunidad serrana sería severamente afectada.
El intenso ramoneo del ganado, así como el de las cabras ferales y los ciervos axis, puede representar un riesgo para la vegetación nativa, especialmente para las especies endémicas o singulares.
La diseminación de vegetación exótica puede en pocos años reemplazar a su contraparte nativa, como está ocurriendo en reservas privadas del sudeste provincial así como las de Entre Ríos, el nordeste bonaerense, y en el Uruguay.
Un turismo descontrolado pone en riesgo el recurso, no solo por el daño estético producto de las inscripciones en los troncos o los grafitis en las rocas, también por: la caza de aves en general y la captura de aves de jaula, el ingreso con perros que no sujetos por sus dueños pueden perseguir y matar fauna terrestre de cualquier tamaño y trasmitir enfermedades a los cánidos nativos, el abandono de mascotas o sus camadas (perros, gatos), el corte y recolección de leña para hacer asados, el arrojar basura, la contaminación de los cursos fluviales, el repetido fastidio a las aves nidificantes con el consiguiente abandono de la nidada, el hostigamiento hacia los murciélagos, el sacrificio de cualquier serpiente que se encuentre, etc.

## Acceso y visitas
Se llega al paraje Tres Cerros desde la ruta provincial 114, que —mediante la ruta provincial 40— une Mercedes y la colonia Carlos Pellegrini (en los esteros del Iberá) con La Cruz, de la que dista 27 kilómetros. 
Desde La Cruz, la visita demanda entre 3 y 4 horas. Lo usual es el ascenso a pie al cerro El Nazareno (muy accesible por su cercanía a la ruta) hasta llegar a su cumbre, situada a 179 metros de altura a nivel del mar, desde la cual se contempla una vista al horizonte de 360 grados. Al ser aún una estancia privada, y para no tener conflictos con sus propietarios, es menester contactar antes de la visita a la dirección de turismo de La Cruz, de ese modo ellos por vía telefónica les dan aviso. 